# ريد نيكولز
ريد نيكولز (بالإنجليزية: Red Nichols)‏ هو قائد فرقة ‏ وعازف جاز أمريكي، ولد في 8 مايو 1905 في أوغدن في الولايات المتحدة، وتوفي في 28 يونيو 1965 في لاس فيغاس في الولايات المتحدة بسبب نوبة قلبية.

## وصلات خارجية
- ريد نيكولز على موقع IMDb (الإنجليزية)
- ريد نيكولز على موقع ميوزك برينز (الإنجليزية)
- ريد نيكولز على موقع إن إن دي بي (الإنجليزية)
- ريد نيكولز على موقع أول ميوزيك (الإنجليزية)
- ريد نيكولز على موقع ديسكوغز (الإنجليزية)
- ريد نيكولز على موقع قاعدة بيانات الفيلم (الإنجليزية)